# James Bruce
James Bruce (Larbert, 14 dicembre 1730 – Edimburgo, 27 aprile 1794) è stato un esploratore britannico.
Dopo un breve viaggio in Spagna, partì (1769) alla volta dell'Africa subsahariana. Attraverso Semien ed Eritrea giunse a Gondar e scoprì inoltre le sorgenti del Nilo azzurro, fino ad allora inesplorate. Durante il ritorno (1773) esplorò una vasta regione della Nubia. Da lui prende nome il Codice Bruce, che egli acquistò in Egitto.

## Biografia

### Gioventù

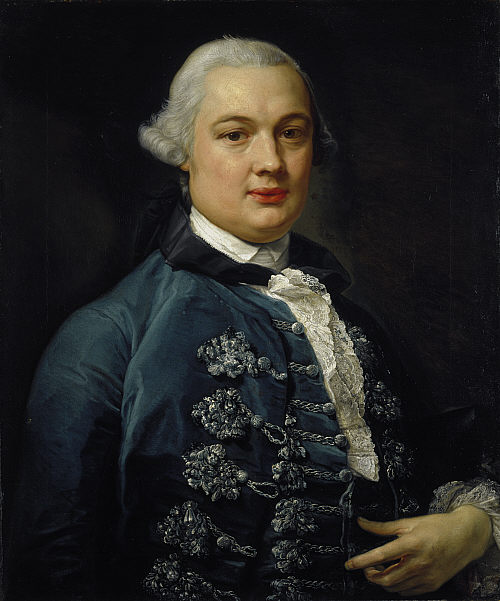
ritratto

James Bruce nacque il 14 dicembre 1730 vicino a Larbert. Suo padre era il laird in carica di Kinnaird e la famiglia era discendente del nobile Bruce di Scozia. James fu educato inizialmente a Harrow in Inghilterra,  per tenerlo lontano da qualsiasi influenza o inclinazione giacobita che avrebbe potuto sviluppare durante quel periodo. Quando Bruce aveva 15 anni, la ribellione giacobita finale era in pieno svolgimento, fu finalmente sconfitta solo l'anno successivo nella Battaglia di Culloden. Successivamente frequentò l'università di Edimburgo, dove cominciò a studiare legge per ottenere la cattedra per obbligo familiare. Tuttavia, non aveva alcun desiderio di praticare quella disciplina e la sua natura avventurosa lo portò ad aspirare a una carriera con la Compagnia delle Indie Orientali. Terminati gli studi, si sposò con una donna figlia di un mercante del vino e iniziò a lavorare nel settore. Il matrimonio però non durò a lungo: la sua giovane moglie Adriana Allan morì appena 9 mesi dopo il loro matrimonio nel 1754.
Così si mise a viaggiare tra Portogallo e Spagna, quando visitò l'Escorial in Spagna iniziò la sua passione per le lingue, divenne un abile linguista, parlando diverse lingue: le principali furono spagnolo e portoghese ma l'osservazione di alcuni manoscritti orientali a El Escorial lo portarono allo studio anche l'arabo e il Ge'ez, che determinarono la sua futura carriera. Nel 1758 la morte del padre lo fece diventare Laird della tenuta di Kinnaird, poco dopo venne scoperto un giacimento di carbone nelle sue terre e così divenne molto ricco. Il suo patrimonio ha permesso a Bruce di realizzare il suo sogno di viaggiare a tempo pieno, intraprendendo così grandi spedizioni e avventure, anche fuori dai confini dell'Europa.

### Nel nordafrica
Allo scoppio della guerra contro la Spagna nel 1758 presentò al governo britannico un piano per l'attacco di Ferrol. Il suo suggerimento non venne seguito, ma gli fece ottenere la carica di console britannico di Algeri, con una commissione per poter studiare le antiche rovine del paese, diventate molto interessanti dopo le descrizioni di Thomas Shaw, all'epoca cappellano di Algeri. Dopo aver passato sei mesi in Italia per degli studi Bruce raggiunse Algeri nel marzo 1763. Tuttavia per la maggior parte del tempo fu impegnato per via del suo ruolo di console. Fortunatamente nell'agosto 1765 venne nominato un nuovo console, così poté iniziare gli studi su alcune rovine romane in Barberia. Dopo aver esaminato molti siti nell'Algeria orientale si spostò da Tunisi a Tripoli, per poi dirigersi verso Candia, ma durante il viaggio naufragò vicino a Bengasi. Si salvò a nuoto. Dopodiché raggiunse Creta, poi Sidone e viaggiò per la Siria, visitando Palmira e Balbeek. Durante tutti questi viaggi eseguì accurati disegni di tutte le rovine esaminate e acquisì una certa conoscenza della medicina, tanto da passare per un medico in oriente. Bruce viaggiava accompagnato dall'italiano Luigi Balugani, che è l'autore dei disegni.

### Il Nilo e l'Etiopia
Dal 1765 in poi Bruce si lanciò nella missione tanto desiderata: trovare la sorgente del Nilo Azzurro. Iniziò la sua avventura viaggiando tra i berberi in Nord Africa, Egeo e Levante, solo per iniziare il suo viaggio ancora più grande.
Nel giugno 1768 giunse ad Alessandria, sulla foce del Nilo, che credeva la sua missione lo avrebbe condotto  in Etiopia, dove credeva nascesse il fiume. Si recò poi al Cairo dove ottenne il sostegno del mamelucco Ali Bey, partì verso Tebe, dove visitò la tomba di Ramesse III e in seguito attraversò il deserto fino a Quseir. Nel maggio 1769 attraversò il Mar Rosso e sbarcò a Gedda, in Arabia, dopo un soggiorno nella Penisola si imbarcò nuovamente verso Massaua, arrivato in Eritrea partì per Gondar, l'allora capitale dell'Etiopia, che raggiunse il 14 febbraio 1770, era l’inizio ufficiale dell’impresa. Fu tenuto in ostaggio da diverse fazioni al potere in Etiopia e rischiò di morire di dissenteria; nel suo periodo di permanenza nello stato dell’Africa orientale combatté al fianco di Ras Mikael Sehul, reggente di una serie di imperatori deboli dell'Etiopia, e partecipò persino a un matrimonio tradizionale.
Nell'ottobre di quell'anno decise di riprendere il suo viaggio. Il 4 novembre 1770, nel tardo pomeriggio, l'esploratore  scrisse di aver scoperto la sorgente del Nilo Azzurro presso il Lago Tana, arrivandovi poi il 14 novembre 1770, in seguito fu contestato il suo effettivo arrivo in terre così lontane.
Cercato poi di screditare i precedenti resoconti europei sulla scoperta della fonte, in particolare quelle dei missionari portoghesi all'inizio del XVII secolo.

### Il ritorno
Per tornare in patria partì da Gondar nel dicembre 1771, Bruce si è spostato da Sennar alla Nubia. Arrestato in Al Qadarif (che lui chiamava "Teawa") grazie ad una combinazione di astuzia, diplomazia e una dimostrazione di forza del suo amico governatore etiopico viene rilasciato. Raggiunse il Cairo nel gennaio 1773, e nel marzo arrivò in Francia, a Marsiglia e quindi a Parigi. Non proseguì tuttavia immediatamente per l'Inghilterra, per trascorrere invece alcuni mesi in Italia, a Bologna, Porretta Terme e quindi a Firenze, Roma, Cortona e Milano. Nel 1774 si presentò finalmente a Londra da cui era stato assente per ben 12 anni. La sua storia tuttavia venne accolta con molta incredulità, così decise di ritirarsi nella sua casa a Kinnaird. Nel 1790, spinto dall'amico Daines Barrington, pubblicò un resoconto dei suoi viaggi in cui asserì di aver scoperto la sorgente del Nilo.

### IlLibro di Enoch
Oltre che per il suo valore geografico, il viaggio di Bruce in Etiopia è ricordato per avere egli riportato al suo ritorno in Europa nel 1773 alcune copie manoscritte in lingua etiopica del "perduto" Libro di Enoch. Del testo apocrifo in Europa si era perso il testo sin dal Medioevo, con l'eccezione di alcune citazioni contenute nei Padri della Chiesa e di alcuni frammenti greci preservati nell'opera del cronista bizantino Giorgio Sincello (IX sec.) e pubblicati da Giuseppe Giusto Scaligero nel 1606. Benché fosse noto sin dalla metà del Cinquecento che il testo completo era preservato in Etiopia, non si era riusciti fino ad allora ad acquisirne alcun manoscritto. Delle copie in suo possesso, Bruce ne presentò una al re Luigi XIV di Francia al suo arrivo a Parigi nell'estate 1773 per la Regale Libreria di Francia (attuale Biblioteca nazionale di Francia), una fu data l'anno successivo alla Biblioteca Bodleiana dell'Università di Oxford, mentre una terza copia fu conservata dallo stesso Bruce, per essere anch'essa aggiunta alle collezioni bodleiane dopo la sua morte nel 1794. I tre manoscritti portati da Bruce a Parigi e Oxford segnano l'inizio degli studi moderni sul Libro di Enoch. Di ritorno dall'Etiopia, nell'inverno 1773-74, Bruce trascorse alcuni mesi anche in Italia, prima di rientrare in Inghilterra. È stato recentemente dimostrato che la copia di Enoch oggi preservata alla Biblioteca Vaticana proviene anch'essa da Bruce che la donò al papa Clemente XIV durante la sua visita a Roma nel dicembre 1773. Rimasta per alcuni decenni custodita nella biblioteca privata del Card. Leonardo Antonelli fu dopo la morte di lui acquisita attorno al 1825 per le collezioni vaticane dall'allora bibliotecario Angelo Mai.

### Dopo i suoi viaggi
Tornato in Gran Bretagna nel 1774 scrisse un resoconto delle sue avventure intitolato "Viaggi per scoprire la sorgente del Nilo" pubblicato nel 1790 dove raccontava dei suoi viaggi alla scoperta della sorgente del Nilo Azzurro. Anche se è in realtà fu almeno il terzo europeo a farlo.
Nel 1774 fu nominato Fellow della Royal Society of Edinburgh. Sebbene la sua narrativa fosse incredibilmente popolare, non era  molto rispettata tra gli studiosi e gli è valsa sia derisione sia lodi. I suoi racconti erano, per alcuni, troppo fantastici per essere veri, ad esempio descrive un matrimonio etiope in cui venivano servite bistecche crude tagliate dalla mucca davanti agli ospiti, questo, anni dopo, ne è stata dimostrata l’accuratezza, ma non sorprende che molti britannici abbiano esitato al pensiero in quel momento. Comunque fu consideratoun abile esploratore; anche David Livingstone, il più grande esploratore scozzese, disse di Bruce, "era un viaggiatore più grande di chiunque di noi".
Il 27 aprile 1794 all'età di 63 anni cadde dalle scale di casa sua e non riprese più conoscenza e così morì uno dei più grandi esploratori del XVIII secolo.

## Opere
- James Bruce, Travels to discover the source of the Nile. 1 [fre], 1790.
- James Bruce, Travels to discover the source of the Nile. 2 [fre], 1790.
- James Bruce, Travels to discover the source of the Nile. 3 [fre], 1790.
- James Bruce, Travels to discover the source of the Nile. 4 [fre], 1791.
- James Bruce, Travels to discover the source of the Nile. 5 [fre], 1791.
- James Bruce, Travels to discover the source of the Nile. 6 [fre], 1791.
- James Bruce, Travels to discover the source of the Nile. 7 [fre], 1791.
- James Bruce, Travels to discover the source of the Nile. 9 [fre], 1791.
- James Bruce, Travels to discover the source of the Nile. 12 [fre], 1791.
- James Bruce, Travels to discover the source of the Nile. 13 [fre], 1792.
- Travels to discover the source of the Nile, the years 1768, 1769, 1770, 1771, 1772 & 1773, Edimburgo, Ramsey Editore, 1813
- https://books.google.it/books/about/Travels_to_Discover_the_Source_of_the_Ni.html?id=S9gLAAAAYAAJ&redir_esc=y

| Bruce è l'abbreviazione standard utilizzata per le piante descritte da James Bruce. Consulta l'elenco delle piante assegnate a questo autore dall'IPNI. |